# Geometria de Ackermann

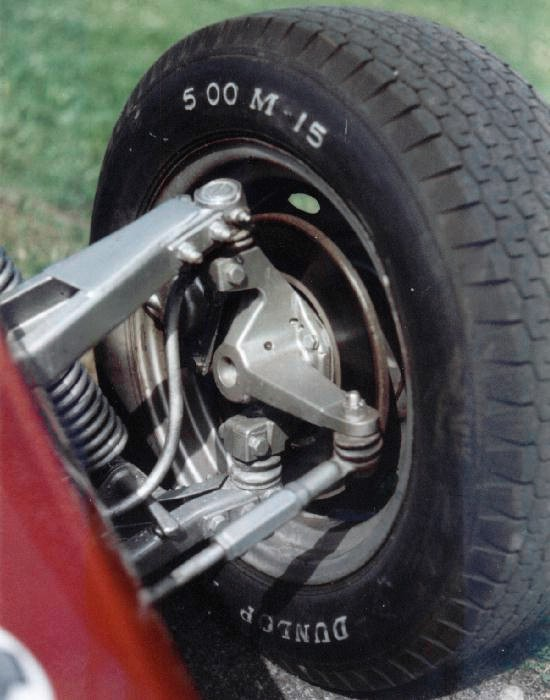
Parte do mecanismo de direcção/suspensão: barra, acoplamentos, braço.

## Introdução
A Geometria de Ackermann consiste num arranjo geométrico de ligações na direção de um carro ou outro veículo, projectado para resolver o problema do trajeto das rodas interiores e exteriores aquando de uma curva, sendo necessário traçar circunferências de diferentes diâmetros.(Nota: a roda interior numa curva é a roda que fica do lado do centro dessa curva)

## História
Esta solução de engenharia é muitas vezes atribuída a Langensperger em 1816. Na verdade foi primeiramente introduzida por Erasmus Darwin, avô de Charles Darwin, em 1758-59.(Ver: Desmond King-Hele, F.R.S. “Erasmus Darwin’s improved design for steering carriages—and cars.” Notes and Records of the Royal Society. Vol. 56 (1), 41–62. 2002.) Acabaria por ser patenteada por acordo em Londres, em 1817, por Rudolph Ackermann, a cujo nome ficou associada. A mesma ideia também foi desenvolvida em França no final de 1870, por Bollée e Jeantaud.

## Funcionamento

Animação da Geometria de Ackermann.

Legenda: centro próprio de viragem respectivo à disposição actual das rodas.

Quando um veículo é manobrado, segue um caminho que é parte de uma circunferência, cujo centro estará algures na linha que se estende a partir do eixo fixo. Este centro denomina-se centro próprio de viragem e depende de quão viradas estão as rodas. As rodas viradas têm que estar com um ângulo tal que façam ambas um ângulo de 90º com uma linha que una o centro próprio de viragem com o centro da roda. Como a roda exterior à curva vai percorrer uma circunferência maior que a roda interior à curva, as rodas têm que estar dispostas em ângulos diferentes uma em relação à outra.
A geometria de Ackermann faz esta disposição automaticamente inclinando os pivôs de direção para dentro de modo a que se prolongássemos linhas a partir deles, estas se cruzassem no eixo traseiro quando a direção está neutra. Os pivôs de direção são unidos por uma barra rígida (tie rod em inglês) que faz também parte do mecanismo de direção. Este engenho garante que qualquer que seja o ângulo da direção, todas as rodas vão traçar circunferências concêntricas.

## Atualmente
Os carros modernos não usam geometria de Ackermann pura, em parte porque ignora efeitos dinâmicos importantes, mas o principio é válido para manobras a baixas velocidades.